# طاشا
طاشا قرية سعودية تتبع محافظة بدر في منطقة المدينة المنورة. وتقع بجوار الفقرة، وتبعد حوالي 150 كيلومتر عن المدينة المنورة. وهي من ديار قبيلة الحوازم من بني سالم من قبيلة حرب.

## الموقع
تقع في شمال شرق بدر وتبعد عنها 35 كيلومتر، وهي تابعة لمنطقة المدينة المنورة، والتي تقع في الجزء الغربي من منطقة المدينة المنورة، والطريق إليها أسفلتي عن طريق محافظة الخيف ومكون من مسارين ويسكنها الحوازم من بني سالم من  قبيلة حرب، وتحيط بها جبال عالية وتصب سيول طاشا في وادي الصفراء ولها طريق آخر يصلها بمحافظة ينبع.

## المناخ
حار صيفا، بارد شتاء.

## الخدمات
- عيادة طبية.
- مسجد.
- مدرسة الإمام مسلم (ابتدائي).
- مدرسة رباح بن الربيع (متوسط).

## من أشجارها
- شجرة البشام الذي يستخرج منها (البيلسان).
- شجرة الحرمل.
- شجرة السدر.
- شجرة السمر.
- النخيل.